# 론다 번
론다 번(Rhonda Byrne, 1951년 3월 12일 ~ )은 오스트레일리아의 작가이자 TV 프로듀서이다. 시크릿 (책)은 끌어당김의 법칙에 기초한 것으로 사고가 개인의 삶을 직접적으로 변화할 수 있다는 믿음을 가르친다.  시크릿 다음으로 힘과 마법이라는 제목으로 연재물이 출간되었다.  

## 생애
론다 번은 오스트레일리아 멜버른에서 1951년에 부모인 로날드와 아이린 사이에서 태어났다.  그녀는 텔레비젼 고위급 프로듀서로 일하며 여러 방송을 제작하였다.   2004년에 그녀의 부친의 죽음 이후, 번은 심각한 우울증을 겪었다.  그녀의 딸인 헤일리의 도움으로,  그녀는 월리스 와틀스의 저서인 부자되는 과학을 읽고 난뒤, 시크릿을 쓰게 되었다.  

## 시크릿 (책)
번은 모두 위대한 역사 속의 인물들 특히, 에이브러햄 링컨, 루트비히 판 베토벤, 윈스턴 처칠등이 끌어당김의 법칙을 알았다고 주장한다.   